# Marcel Valentin
Pour les articles homonymes, voir Valentin.
 (février 2017).
Si vous disposez d'ouvrages ou d'articles de référence ou si vous connaissez des sites web de qualité traitant du thème abordé ici, merci de compléter l'article en donnant les références utiles à sa vérifiabilité et en les liant à la section « Notes et références ».
Marcel Valentin, né le 20 février 1946, est un militaire français.
Général d'armée, il est le 134e gouverneur militaire de Paris du 1er novembre 2002 au 31 juillet 2005.

## Biographie

### Carrière militaire
Fils de militaire, il entre en 1965, après deux années de classe préparatoire (« corniche ») au Prytanée militaire de La Flèche, à l'école militaire de Saint-Cyr, promotion Lieutenant-colonel Driant (1965-1967). De 1990 à 1992, il commande le 1er régiment de hussards parachutistes.
En 1993, il est chef de secteur à Sarajevo en Bosnie-Herzégovine, en mission pendant 6 mois pour l'ONU lors du siège de la ville par les Serbes de Bosnie. En 1998/1999, il est commandant de la force d'extraction (ExFor), une force de l'OTAN en Macédoine avant, puis pendant la guerre du Kosovo. Le 3 octobre 2001, il succède au général norvégien Thorstein Skiaker comme commandant de la KFOR au Kosovo pour une durée d'un an.
Le 1er novembre 2002, il est nommé gouverneur militaire de Paris, commandant la région-terre Île-de-France. Il achève sa carrière militaire le 31 juillet 2005 comme général d’armée.

## Décorations

### Intitulés
- Grand officier de la Légion d'honneur
- Chevalier de l'ordre national du Mérite
- croix de la valeur militaire
- Croix du combattant
- Médaille d'Outre-Mer
- Médaille de reconnaissance de la Nation
- Médaille commémorative française
- Médaille de l'ONU pour l'Ex-Yougoslavie
- Médaille de l'OTAN pour l'Ex-Yougoslavie
- Médaille de l'OTAN pour le Kosovo
- Officier de la Legion of Merit

## Publication
- Emmanuelle Dancourt, Marcel Valentin - De Sarajevo aux banlieues, mes combats pour la paix, de Marcel Valentin, CLD Éditions, 2006, 263 p.  (ISBN 978-2-85443-497-2).